# Evgheni Cerveakov
Evgheni Veniaminovici Cerveakov (în rusă Евгений Вениаминович Червяков; n. 27 decembrie 1899, Abdulino⁠(d), gubernia Samara⁠(d), Imperiul Rus – d. 17 februarie 1942, Kirovsky District⁠(d), RSFS Rusă, URSS) a fost un actor și regizor de film sovietic. A dobândit popularitate în rolul lui Pușkin din filmul Poetul și țarul regizat de Cerveakov împreună cu Vladimir Gardin. Ca regizor a creat filme poetice pe teme moderne, inclusiv o adaptare a romanelor Orașe și ani al lui Konstantin Fedin și Ciocul de aur al Anei Karavaeva.

## Filmografie selectivă

### Actor
- 1924: Banda lui moș Kniș (Банда батьки Кныша) (episod)
- 1925: Crucea și Mauserul (Крест и маузер)
- 1927: Poetul și țarul (Поэт и царь)  - Aleksandr Pușkin
- 1929: Noul Babilon (Новый Вавилон) - ofițerul din Garda Națională
- 1932: Trei soldați (Три солдата)

### Regizor
- 1927: Poetul și țarul (Поэт и царь)
- 1928: Fiul meu (Мой сын)
- 1928: Fata de peste râu (Девушка с далёкой реки)
- 1929: Ciocul de aur (Золотой клюв)
- 1930: Orașe și ani (Города и годы)